# Erebia epiphron
La montañesa ojitos (Erebia epiphron) es un lepidóptero ropalócero de la familia Nymphalidae.

## Distribución
Zonas montañosas de Europa excepto centro y sur de España, Fenoscandia, centro y sur de Grecia e islas mediterráneas. En la península ibérica se encuentra en la cordillera Cantábrica, sierra de la Demanda, Sierra Cebollera y Pirineos. Al este de los Pirineos habita la subespecie fauveaui mientras que en el resto se encuentra la subespecie pyrenaica. Localmente puede ser abundante.

## Hábitat
Barrancos y pendientes con hierba, con abundantes gramíneas de altura moderada. La oruga se alimenta de Nardus stricta.

## Periodo de vuelo e hibernación
Univoltina, una generación al año entre junio y agosto. En España generalmente, entre junio y julio. Hiberna como oruga dos años seguidos.

## Conservación
Se considera extinguida en Irlanda y Ucrania. El número de ejemplares de la especie está disminuyendo.